# Франц Бьоме
Франц Бьоме (на немски: Franz Böhme) е високопоставен офицер, служил в австрийската и германската армия по време на Първата и Втората световна война.

## Биография

#### Живот, кариера и Първа световна война (1914 – 1918)
Франц Бьоме е роден на 15 април 1885 г. в Целтвег, Австрия. През 1904 г. се присъединява към австрийската армия.
По време на Първата световна война служи в различни подразделения като щабен офицер. След войната продължава военната си кариера в австрийската армия.

#### Втората световна война (1939 – 1945)
В началото на Втората световна война командва последователно 30-а и 32-ра пехотна дивизия.
Преди да бъде назначен за командващ на войските в Сърбия, ръководи различни армейски корпуси. Между 24 юни и 15 юли 1944 г. командва 2-ра танкова армия.
През 1945 г. е изпратен в Норвегия. Поема командването на 20-а планинска армия, а по-късно и всички подразделения на Вермахта там.

##### Смърт
Пленен е на 9 май 1945 г. Самоубива се на 29 май 1947 г. в Нюрнберг, Германия.

## Военна декорация
| - Германски орден „Железен кръст“ (1914) – II степен (1916) и I степен (2 юни 1917) - Кръст на „Karl-Truppen“ (Войските на Карл) - Германски орден „Кръст на честта“ (?) | - Германски орден „Железен кръст“ (1939) – II (12 септември 1939) и I степен (25 септември 1939) - Рицарски кръст (29 юни 1940) - Орден „Германски кръст“ – златен (10 февруари 1944) |